# Escena de la firma de la Constitución de los Estados Unidos

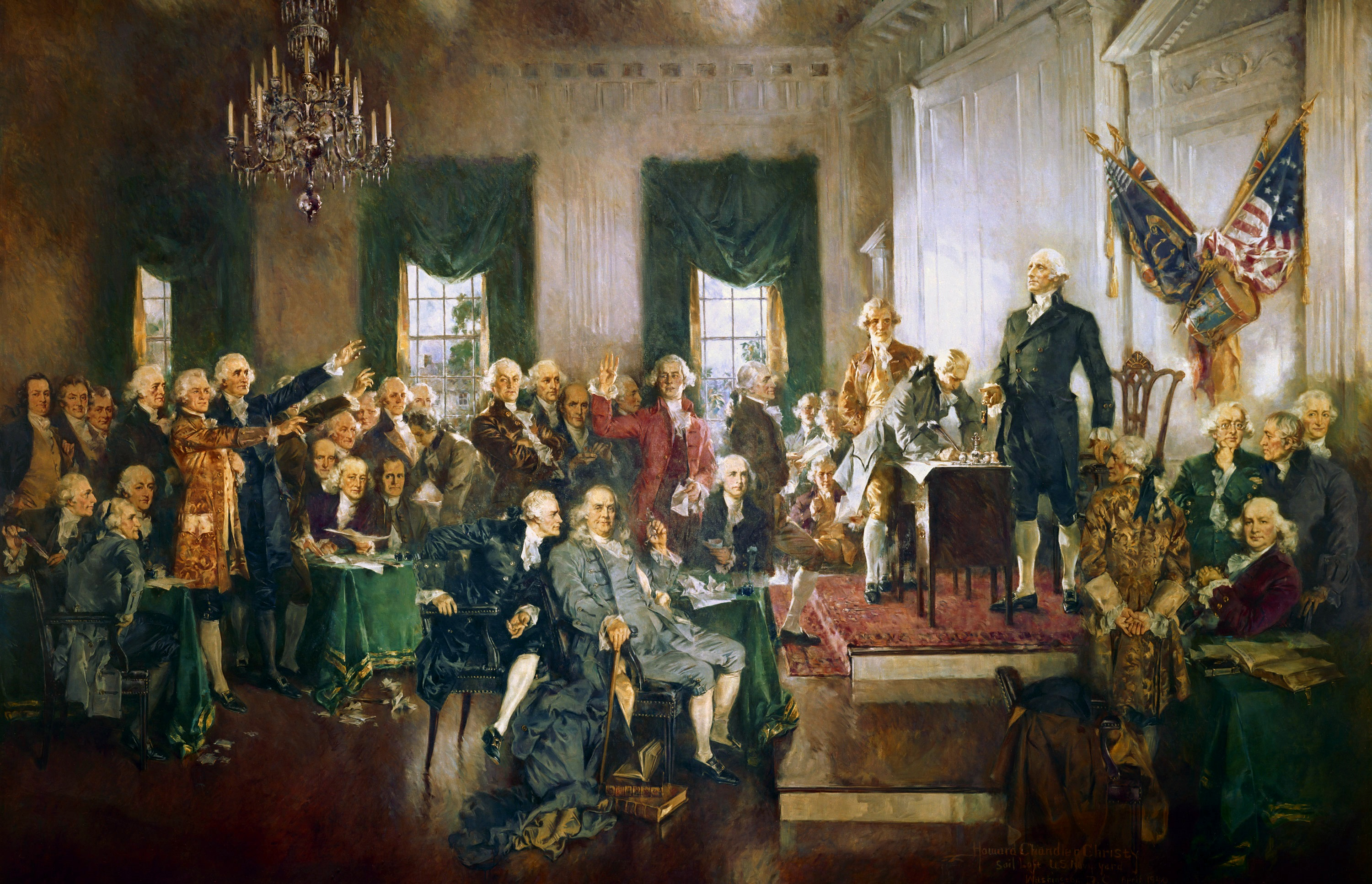
Escena de la firma de la Constitución de los Estados Unidos, pintura de Howard Chandler Christy.

La Escena de la firma de la Constitución de los Estados Unidos es una famosa pintura en óleo dibujada por Howard Chandler Christy, describiendo la firma de la Constitución en la Convención Constitucional que se llevó a cabo en Filadelfia. Junto con la pintura de Washington Crossing the Delaware (Washington cruzando el Delaware) de Emanuel Leutze, esta pintura es una de las descripciones más famosas sobre la Revolución Estadounidense. Christy creó esta pintura en abril de 1940. Actualmente está en exposición en la Cámara de Representantes en el edificio del Capitolio.